# Термодинамика црних рупа
У физици, термодинамика црних рупа је област која захтева мирење закона термодинамике са постојањем хоризонта догађаја црних рупа. Многе студије механике радијације црних рупа довеле су до теорије квантне механике. Труд за разумевање статистичке механике црних рупа имао је велики утицај на разумевање квантне гравитације, што је довело до формулације холографских принципа.

## Црна рупа
Једини начин задовољавања другог закона термодинамике јесте да прихатимо да црне рупе имају ентропију. Да је црне рупе немају, било би могуће да прекршимо други закон термодинамике бацајући масу у црну рупу. Повећање ентропије црне рупе компензује смањење ентропије коју носи објекат који је та црна рупа прогутала.
Почевши од теореме коју је изнео Стивен Хокинг, Џејкоб Бекенштајн наслутио је да је антропија црних рупа пропорцијална области њеног хоризонта догађаја подељеним Планковом облашћу.Бекенштајн је предложио {\displaystyle (1/2\cdot \ln {2})/4\pi } као константу пропорцијалности, тврдећи да ако константа није баш ова, мора да је бар приближна. У току следеће године, Хокинг је показао да црне рупе емитују термалну радијацију (Хокингову радијацију) која одговара одређеној температури (Хокингова температура). Користећи термодинамичну везу између енергије, температуре и ентропије, Хокинг је успео да потврди Бекенштајнову претпоставку и поправи константу пропорционалности {\displaystyle 1/4}:
{\displaystyle S_{\text{BH}}={\frac {kA}{4\ell _{\mathrm {P} }^{2}}}}
Где је {\displaystyle A} област хоризонта догађаја, израчунато као {\displaystyle 4\pi R^{2}}, {\displaystyle k} је Болтзманова константа, и {\displaystyle \ell _{\mathrm {P} }={\sqrt {G\hbar /c^{3}}}} је Планкова дужина. Ово се често односи као Бекенштајн-Хокингова формула. Ознака БХ или важи за "црну рупу" или за "Бекештајн-Хокинг". Ентропија црне рупе је пропорцијална области својег хоризонта догађаја {\displaystyle A}. Чињеница да је ентропија црних рупа такође и максимална ентропија која се може добити Бекенштајновом границом (у којој Бекенштајнова граница постаје еквивалентност) била је главна опсервација која је довела до холографског принципа.
Иако су Хокингове калкулације даље дали термодинамични доказ за ентропију црних рупа, до 1995. године нико није могао да обави контролисану калкулацију ентропије црне рупе базирано на статистичкој механици, која је повезана са ентропијом великим бројем микро-стања. Заправо, такозвана "бездлака теорема" је сугерисала да црне рупе могу имати само једно микро-стање. Ситуација се променила 1995. године када су Ендру Стромингер и Кумрун Вафа израчунали праву Бекенштајн-Хокинг ентропију суперсиметричне црне рупе у теорији струне, користећи методе базиране на дуалности струне. Њихова рачуница је пропраћена многим сличним прорачунима ентропије великог броја и врсти других спољних црних рупа и скоро-спољних црних рупа, и резултат се увек слагао са Бекенштајн-Хокинговом формулом. Ипак, за Шварцчајлдову црну рупу веза између микро и макро-стања се очекује да буде појашњена са становишта теорије струне. Различите студије се и даље врше, али ова још увек није расветљена. 
У кружној квантној гравитацији могуће је везати геометријску интерпретацију са микро-страњем: ово су квантне геометрије хоризонта. Ова теорема нуди геометријско објашњење за ограниченост ентропије и за пропорционалност области хоризонта.

## Закони механике црних рупа
Четири закона механике црних рупа су физичке могућности за које се верује да их црне рупе задовољавају. Законе, аналогно од закона термодинамике, открили су Бреднон Картер, Стивен Хокинг и Џејмс Барден. 

### Изјаве закона
Закони механике црних рупа се испољавају у геометричким јединицама.

#### Нулти закон
Хоризонт има константну површинску гравитацију за статичне црне рупе.

#### Први закон
За извесне сметње статичне црне рупе, промена енергије је повезана са променом средине, моментом импулса и наелекрисањем по:
{\displaystyle dE={\frac {\kappa }{8\pi }}\,dA+\Omega \,dJ+\Phi \,dQ,}
Где је {\displaystyle E} енергија, {\displaystyle \displaystyle \kappa } је површинска гравитација, {\displaystyle A} је хоризонт области, {\displaystyle \Omega } јесте угаона брзина, {\displaystyle J} је момент импулса, {\displaystyle \Phi } је електростатични потенцијал и {\displaystyle Q} је наелектрисање.

### Други закон
Област хоризонта је неопадајућа функција времена. :{\displaystyle {\frac {dA}{dt}}\geq 0.}
Овај закон је превазиђен Хокинговим открићем радијације црних рупа, што је проузроковало да се и маса црне рупе и област њеног хоризонта смање током времена. 

#### Трећи закон
Немогуће је формирати црну рупу са нестајућом површинском гравитацијом. {\displaystyle \displaystyle \kappa } = 0 немогуће је то остварити.

### Дискусија закона

#### Нулти закон
Нулти закон је аналоган нултом закону термодинамике који тврди да је температура константна без обзира на то што је тело у топлотној равнотежи. То предлаже да је површинска гравитација аналогна температури.

#### Први закон
Лева страна руке јесте промена енергије (пропорцијална маси). Иако први термин нема одмах очигледну физичку интерпретацију, други и трећи термини на десној страни руке представљају промену енергије због ротације и електромагнетизма. Аналогно, први закон термодинамике је трвђење уштеде енергије.

#### Други закон
Други закон је тврђење области Хокингове теореме. Аналогно, други закон термодинамике тврди да ће промена ентропије у изолованом систему бити већа или једнака нули за спонтане процесе, што предлаже везу између ентропије и области хоризонта црне рупе. Ипак, ова верзија крши други закон термодинамике.

#### Трећи закон
Црне рупе имају нестабилну површинску гравитацију. Почевши од {\displaystyle \displaystyle \kappa } оне не могу достићи нулу аналогно трећем закону теормодинамике који тврди, ентропија система на апсолутној нули је добро дефинисана константа, Ово је због тога што систем на нула степени постоји у свом првобитном стању. Надаље, ΔС ће достићи нулу на Келвиновој скали, али само С ће такође достићи нулу, бар за савршено кристалисане супстанце. Није познато потврђено кршење закона термодинамике експериментима.